# Prealpi di Vaud e Friburgo
Le Prealpi di Vaud e Friburgo sono una sottosezione delle Prealpi Svizzere.
Si trovano in Svizzera (Canton Vaud, Canton Friburgo e, parzialmente, Canton Berna).

## Delimitazioni
Confinano:
- a nord con l'altopiano centrale svizzero (Mittelland);
- a est con le Prealpi Bernesi (nella stessa sezione alpina);
- a sud con le Alpi di Vaud (nelle Alpi Bernesi) e separate dal Col de la Croix e dal Col du Pillon;
- a sudovest con Prealpi dello Sciablese (nelle Prealpi di Savoia) e separate dal fiume Rodano;
- a ovest con il lago Lemano.

## Suddivisione
Secondo la SOIUSA le Prealpi di Vaud e Friburgo sono una sottosezione alpina con la seguente classificazione:
- Grande parte = Alpi Occidentali
- Grande settore = Alpi Nord-occidentali
- Sezione = Prealpi Svizzere
- Sottosezione = Prealpi di Vaud e Friburgo
- Codice = I/B-14.I

Il gruppo montuoso si suddivide in due supergruppi:
- le Prealpi di Vaud - nella parte sud e interessano soprattutto il Canton Vaud,
- le Prealpi di Friburgo - nella parte nord e interessano soprattutto il Canton Friburgo.

Nel dettaglio la suddivisione nei due supergruppi, sette gruppi e quattordici sottogruppi è la seguente:
- Prealpi di Vaud (A)
  - Massiccio dei Tours d'Aï (A.1)
    - Nodo del Chamossaire (A.1.a)
    - Catena dei Tours d'Aï (A.1.b)
    - Nodo dei Rochers de Naye (A.1.c)

  - Massiccio della Gummfluh (A.2)
    - Catena del Wittenberghorn (A.2.a)
    - Catena Gummfluh-Rubli (A.2.b)
    - Catena degli Ormonts (A.2.c)
    - Catena della Dent de Corjon (A.2.d)
- Prealpi di Friburgo (B)
  - Massiccio del Moléson (B.3)
    - Catena di Lys (B.3.a)
    - Catena del Moléson (B.3.b)

  - Massiccio della Dent de Ruth (B.4)
    - Catena Hundsrügg-Bäderhorn (B.4.a)
    - Catena Les Pucelles-Dent de Ruth-Gastlosen (B.4.b)
    - Massiccio della Hochmatt (B.4.c)

  - Massiccio del Vanil Noir (B.5)
  - Massiccio Kaiseregg-Schopfenspitz (B.6)
    - Massiccio del Kaiseregg (B.6.a)
    - Massiccio Schopfenspitz-Dents Vertes (B.6.b)

  - Massiccio della Berra (B.7)

## Montagne

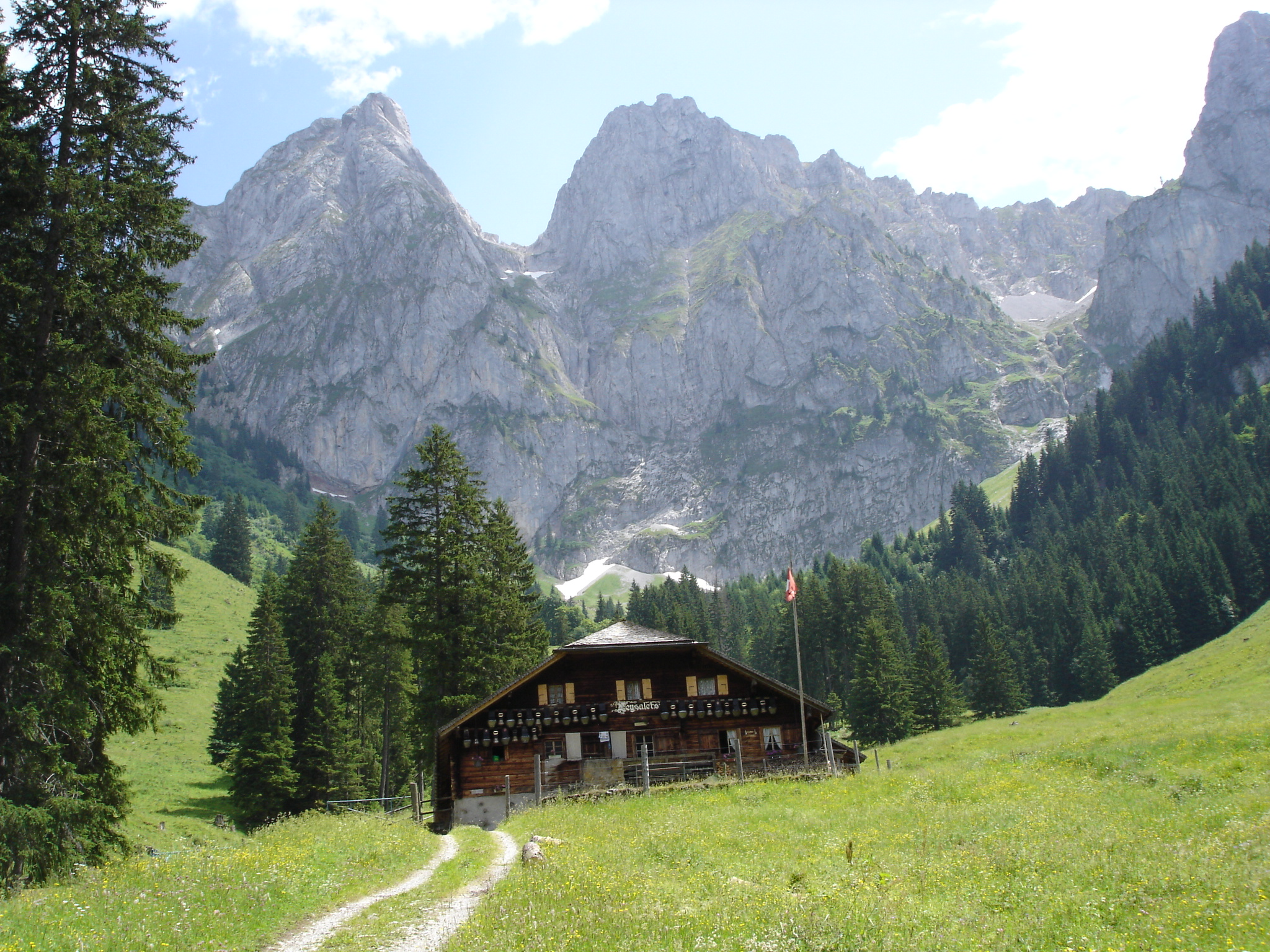
Il Gummfluh.

Le montagne principali del gruppo sono:
- Le Tarent - 2.548 m
- Gummfluh - 2.458 m
- Vanil Noir - 2.389 m
- Pic Chaussy - 2.351 m
- Tour d'Aï - 2.332 m
- Dent de Ruth - 2.236 m
- Kaiseregg - 2.185 m
- Rochers de Naye - 2.045 m
- Moléson - 2.002 m
- Dent de Jaman - 1.875 m
- Monts Chevreuils - 1.749 m
- La Berra - 1.719 m